# Justus Friedrich Bach
Justus Friedrich Bach (* 16. Februar 1796 in Jesberg; † 26. Juli 1853 in Kassel) war ein deutscher Jurist und Politiker.

## Leben
Justus Friedrich Bach wurde als Sohn des Pfarrers Johann Wilhelm Bach (1766–1843) und dessen Gemahlin Maria Barbara Schlarbaum (1771–1814) geboren. Nach dem Abitur absolvierte er ein Jurastudium, betätigte sich als Anwalt im Kreis Fritzlar und wurde 1824 zum Obergerichtsanwalt in Kassel ernannt. In den Befreiungskriegen war er 1813 freiwilliger Jäger. Schließlich war er hier Obergerichtsprokurator. In den Jahren 1831 und 1832 war er Abgeordneter des Kurhessischen Landtags. Er trat hier im 1. Landtag als Bevollmächtigter des Grafen von Ysenburg-Budenberg-Wächtersbach auf.
Bach kam durch einen Unfall ums Leben und ertrank in der Fulda bei Kassel.